# Glucomannan
El glucomannan (E425) és un polisacàrid d'alt pes molecular (500.000-2.000.000) amb unitats de D-manosa i D-glucosa amb una ratio de 1,6:1 amb ramificació aproximadament cada 50 o 60 unitats. Es troba al bosc, però també és el principal constituent de la goma de Konjac.
El glucomannan com a additiu alimentari:
- E425 (i) goma de konjac
- E425 (ii) glucomannan de konjac

Els accidents mortals, principalment en infants i en persones majors d'edat, s'han produït en diversos interns o externs a la Unió Europea. Aquests accidents van ser deguts a l'asfíxia com a conseqüència del consum de dolços en forma de productes llepolies que contenien konjac. A causa del risc d'asfíxia, l'ús d'E425 konjac en gelatina de confiteria va ser prohibida a la Unió Europea per una directiva de 18 de juny l'any 2003.